# Voltuan
Pour les articles homonymes, voir Reddé.
Jean-Baptiste Reddé, dit Voltuan, est un militant français né le 1er avril 1957 au Mans.
Il est connu pour ses pancartes brandies lors de diverses manifestations.

## Biographie
Fils d'un professeur d'anglais, Jean-Baptiste Reddé grandit au Mans. Après l'école normale d'instituteurs d'Angers, il devient instituteur remplaçant.
En parallèle, il participe, à partir de 1995, à de nombreuses manifestations en France et à l'étranger et prend, en 2001, le nom de Voltuan. Il est alors connu de Libération pour ses diverses annonces et convoque des manifestations au nom du « Collectif lycéen étudiant enseignant pour de réelles démocraties » qu'il a créé.
Il obtient une notoriété en 2010, lorsqu'une photo le représentant portant une pancarte « Écoutez la colère du peuple » est reproduite dans des journaux français et étrangers.
Il devient alors de plus en plus reconnu pour ses pancartes dans différentes capitales européennes. Il y est souvent photographié ou interrogé.
Il explique vouloir défendre trois causes principales : la justice sociale, l'environnement et les droits de l'homme pour une culture de la Paix.

Ses pancartes sont reconnaissables car composées de slogans écrits en lettres capitales où chaque mot est d'une des quatre couleurs de sa palette (noir, rouge, bleu foncé et vert foncé). 

« [Il explique qu']il faut un minimum de mots, les mots justes, les couleurs qui vont avec et que le tout rentre dans le thème de la mobilisation. »

En 2015, après avoir vécu d'un héritage, il est criblé de dettes, et lance une collecte en ligne pour « échapper à ses créanciers ». Depuis, il a pu faire valider sa retraite partielle d'instituteur ce qui lui permet de financer ses déplacements pour se rendre en manifestation et de vivre « chichement » dans un pied-à-terre en Bourgogne.
Dès le 17 novembre 2018, il soutient le mouvement des Gilets jaunes et défile fréquemment dans les cortèges des manifestations qui ont lieu tous les samedis, dans plusieurs villes de France,. Sa pancarte « Macron dégage », montrée lors d'une manifestation le 15 décembre 2018 place de l'Opéra à Paris, fera l'objet d'une controverse médiatique, à la suite de l'effacement du mot « dégage » sur une photo diffusée par le journal télévisé de France 3.
Se réclamant de gauche, anarchiste, végétarien, croyant et anticlérical, il participe à un maximum de manifestations françaises défendant la justice sociale, le respect de l’environnement, des êtres humains et des animaux. Il s'est également impliqué dans le mouvement des indignés à Madrid puis ceux de Bruxelles et Londres ainsi qu'à Athènes.

## Critiques
Jean-Baptiste Reddé est parfois critiqué pour sa confiscation de la parole. Il défend toutes les causes « quitte à confisquer la parole et l'image, et à défendre n'importe quoi », estime Frantz Durupt de Libération. Le collectif Les Effrontées répond à l'article en expliquant : « Nous on l'a toujours vu aux manifs féministes même les moins médiatisées, et on le remercie ». Lors d'une interview menée par Le Parisien TV, des militants expriment devant la caméra combien ils tiennent à sa présence lors de manifestations afin d'aider à médiatiser les causes qu'ils défendent.
À chercher à transformer les revendications sociales en art, il lui est reproché de défendre tout et n'importe quoi, par exemple les buralistes lorsqu'ils s'opposent aux paquets de cigarettes neutre, en dépit de son engagement écologique. Il s'explique sur ses choix au micro de BFM TV le 28 avril 2016, invoquant pour ce cas la recherche « du bon mot », et rappelant sa motivation pour la justice sociale, le respect environnemental et la paix dans le monde.
Il a participé à la manifestation « Black Lives Matter - Paris to Ferguson » au Trocadéro le samedi 6 décembre 2014. Lors de la marche de la Dignité le 31 octobre 2015, il arbore une pancarte portant le slogan « All Lives Matter », dont certains manifestants ont jugé qu'elle minimisait « la situation des noirs dans le monde et particulièrement aux États-Unis ».

## Ouvrages

### Sous son nom
- En doux bosquets d'amour pur, Paris, Saint-Germain-des-Prés, coll. « À l'écoute des sources », 1989, 45 p. (ISBN 2-243-03192-2, BNF 35043665)
- Elle chevauche à jamais les gouffres de l'oubli, Paris, Saint-Germain-des-Prés, coll. « À l'écoute des sources », 1993, 53 p. (ISBN 2-243-03420-4, BNF 35593278)
- Sources à flanc d'abîme : Sarah ou l'origine, Paris, Saint-Germain-des-Prés, 1995, 53 p. (ISBN 2-243-03512-X, BNF 35807018)

### Comme «Voltuan»
- Manifeste du mouvement poétique OSAIS : opposants aux systèmes d'abrutissement et d'infantilisation sociaux : prose et poésie, Paris, librairie-galerie Racine, coll. « Saint-Germain-des-Prés », 1998, 56 p. (ISBN 2-243-03711-4, BNF 37003516)
- Héloïse et Abélard : poésie lyrique du IIIe millénaire, Paris, librairie-galerie Racine, coll. « Saint-Germain-des-Prés », 2001, 73 p. (ISBN 2-243-03773-4, BNF 37710909)
- Laëtitia (Aliza) Reinhart : mystère poétique de l'amour, Paris, librairie-galerie Racine, coll. « Saint-Germain-des-Prés », 2005 (réimpr. 2006), 84 p. (ISBN 2-243-04251-7, BNF 40186933)
- Virginia Woolf : célébration poétique, Paris, librairie-galerie Racine, coll. « Saint-Germain-des-Prés », 2009, 147 p. (ISBN 2-243-04434-X, BNF 42159711)
- Sylvia Plath : célébration poétique : zikaron charuzim, Paris, librairie-galerie Racine, coll. « Saint-Germain-des-Prés », 2011, 177 p. (ISBN 2-243-04497-8, SUDOC 800838434)
- Amour à vif : love on the edge : anthologie poétique, Paris, librairie-galerie Racine, 2012, 193 p. (ISBN 2-243-04537-0, SUDOC 835341092)